# Charly McClain
Charlotte Denise McClain (Memphis, 26 marzo 1956) è una cantante statunitense.

## Biografia
Nel corso della sua carriera Charly McClain ha accumulato quindici ingressi nella Top Country Albums e trentanove nella Hot Country Songs, di cui tre numero uno. A inizio anni 90 si è ritirata dalle scene musicali per dedicarsi alla famiglia.

## Discografia

### Album in studio
- 1977 – Here's Charly McClain
- 1978 – Let Me Be Your Baby
- 1979 – Alone Too Long
- 1980 – Women Get Lonely
- 1980 – Who's Cheatin' Who
- 1981 – Surround Me with Love
- 1982 – Too Good to Hurry
- 1983 – Paradise
- 1983 – The Woman in Me
- 1984 – It Takes Believers (con Mickey Gilley)
- 1984 – Charly
- 1985 – Radio Heart
- 1986 – When Love Is Right (con Wayne Massey)
- 1987 – Still I Say
- 1988 – Charly McClain

### Raccolte
- 1981 – Encore
- 1982 – Greatest Hits
- 1985 – Biggest Hits
- 1987 – Ten Year Anniversary
- 1991 – Portfolio
- 1998 – Pure Country
- 1999 – Anthology

### Singoli
- 1976 – Lay Down
- 1977 – Lay Something on My Bed Besides a Blanket
- 1977 – It's Too Late to Love Me Now
- 1977 – Make the World Go Away
- 1978 – Let Me Be Your Baby
- 1978 – That's What You Do to Me
- 1979 – Take Me Back
- 1979 – When A Love Ain't Right
- 1979 – You're a Part of Me
- 1979 – I Hate the Way I Love It (con Johnny Rodriguez)
- 1980 – Men
- 1980 – Let's Put Our Love in Motion
- 1980 – Women Get Lonely
- 1980 – Who's Cheatin' Who
- 1981 – Surround Me with Love
- 1981 – Sleepin' with the Radio On
- 1981 – The Very Best Is You
- 1982 – Dancing Your Memory Away
- 1982 – With You
- 1983 – Fly into Love
- 1983 – Paradise Tonight (con Mickey Gilley)
- 1983 – Sentimental Ol' You
- 1984 – Candy Man
- 1984 – Band of Gold
- 1984 – The Right Place (con Mickey Gilley)
- 1984 – Some Hearts Get All the Breaks
- 1985 – Radio Heart
- 1985 – With Just One Look in Your Eyes (con Wayne Massey)
- 1985 – You Are My Music, You Are My Song (con Wayne Massey)
- 1986 – When It's Down to Me and You (con Wayne Massey)
- 1986 – So This Is Love
- 1986 – When Love Is Right (con Wayne Massey)
- 1987 – Don't Touch Me There
- 1987 – And Then Some
- 1988 – Still I Stay
- 1988 – Sometimes She Feels Like a Man
- 1988 – Down the Road
- 1989 – One on Your Heart, One on Your Mind
- 1989 – You Got the Job